# Cud mleka

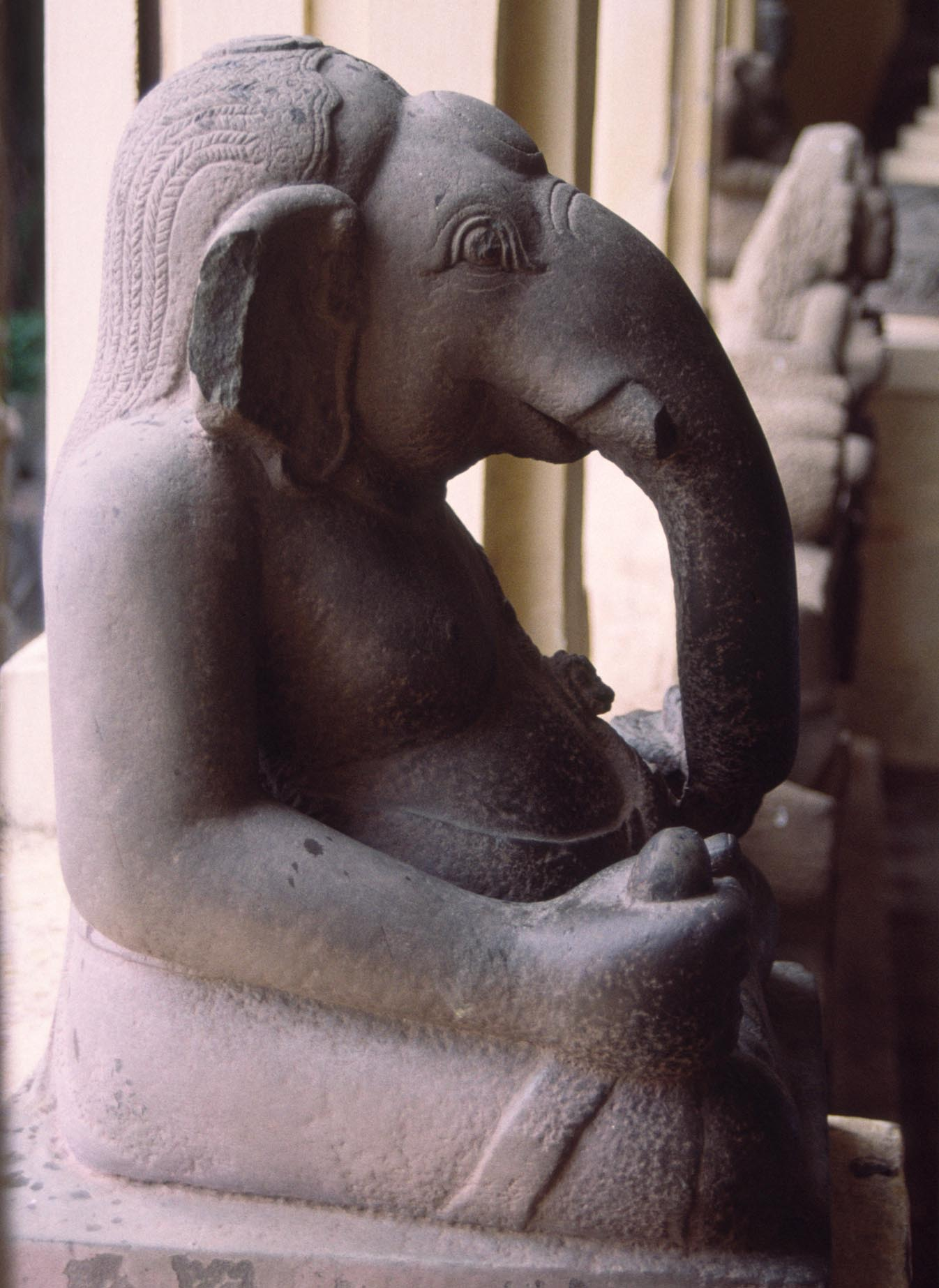
Posążek Ganeśi

Cud mleka – zjawisko uznawane przez Światową Radę Hinduistyczną za cud, które miało miejsce 21 września 1995.
Rankiem 21 września 1995 roku hinduista modlący się w świątyni w południowej części New Delhi złożył ofiarę z mleka figurce Ganeśi – postaci syna Śiwy z głową słonia. Zaobserwowano wtedy, że kiedy do trąby posągu przykłada się łyżkę z mlekiem, znika ono, wyraźnie pochłonięte przez rzeźbę.
Wieść o wydarzeniu szybko się rozprzestrzeniła.
Kapłani i wyznawcy w całych Indiach informowali swoich znajomych o obserwowanym zjawisku przyjmowania ofiary z krowiego mleka podczas codziennej ceremonii (pudźi) do Ganeśi. Spowodowało to, że tysiące hinduistów udało się do swoich lokalnych świątyń tego słoniogłowego boga.
Odkryto, że statuetki całego panteonu hinduistycznego, znajdujące się w świątyniach w całych północnych Indiach, przejawiają podobne właściwości, przy czym rodzina Śiwy: Parwati, Ganeśa i Karttikeja, „była wyraźnie najbardziej spragniona”.
Przed południem wieści o cudzie dotarły także poza Indie, a zjawiska powtórzyły się w wielu hinduistycznych świątyniach. Były to m.in. świątynie w USA (San Francisco, Los Angeles, Nowy Jork), w Kanadzie (Edmonton, Toronto), w Europie (Włochy, Wielka Brytania, Niemcy, Dania), w Gujanie, Trynidadzie i Tobago, Kenii, Dubaju, Bangladeszu, Sri Lance, w Nepalu, Hongkongu, Tajlandii, Indonezji, Malezji, na Fidżi, w Australii, Nowej Zelandii i Mauritiusie.
Na przykład w Rishikesh, popularnym wśród zachodnich turystów skupisku aśramów w północnych Indiach, tylko dwa posążki przyjmowały mleko w ten sposób. Jeden z nich to figurka Ganeśi z Vanamali Ashram (Vanamali Gita Yogasrama).

## Skutki społeczne i ekonomiczne
- Zdarzenia miały duży wpływ na życie rejonów otaczających świątynie. Aż do późnego wieczora ruch samochodowy i pieszy stał się w Nowym Delhi bardziej intensywny.
- W wielu sklepach w miejscach zamieszkiwanych przez duże społeczności hinduistyczne nastąpił znaczny wzrost sprzedaży mleka. Jedna z sieci sklepów w Wielkiej Brytanii sprzedawała ponad 25 000 pint[6] (ok. 12 500 litrów).
- Cała sprzedaż mleka w Nowym Delhi wzrosła o ponad 30%[3].
- Wiele mniejszych świątyń z trudem radziło sobie z nagłym i znacznym wzrostem obecności wiernych, których kolejki z ofiarami dla bóstw wychodziły na przylegające ulice.
- Zjawisko spijania mleka ofiarowanego poświęconym posążkom (murti) Ganeśi hinduistów nie zdziwiło. Zaskoczeniem tak dla nich, jak również dla osób z ich otoczenia, była jednak ogólnoświatowa skala fenomenu[7].

## Zakres czasowy
Zjawisko zakończyło się tego samego dnia, z tym że wiele posążków nie przyjmowało mleka już przed południem. Kilka świątyń poza Indiami informowało o odbywającym się tam cudzie jeszcze przez kilka dni, lecz od pierwszych dni października 1995 r. nie było już więcej takich doniesień.

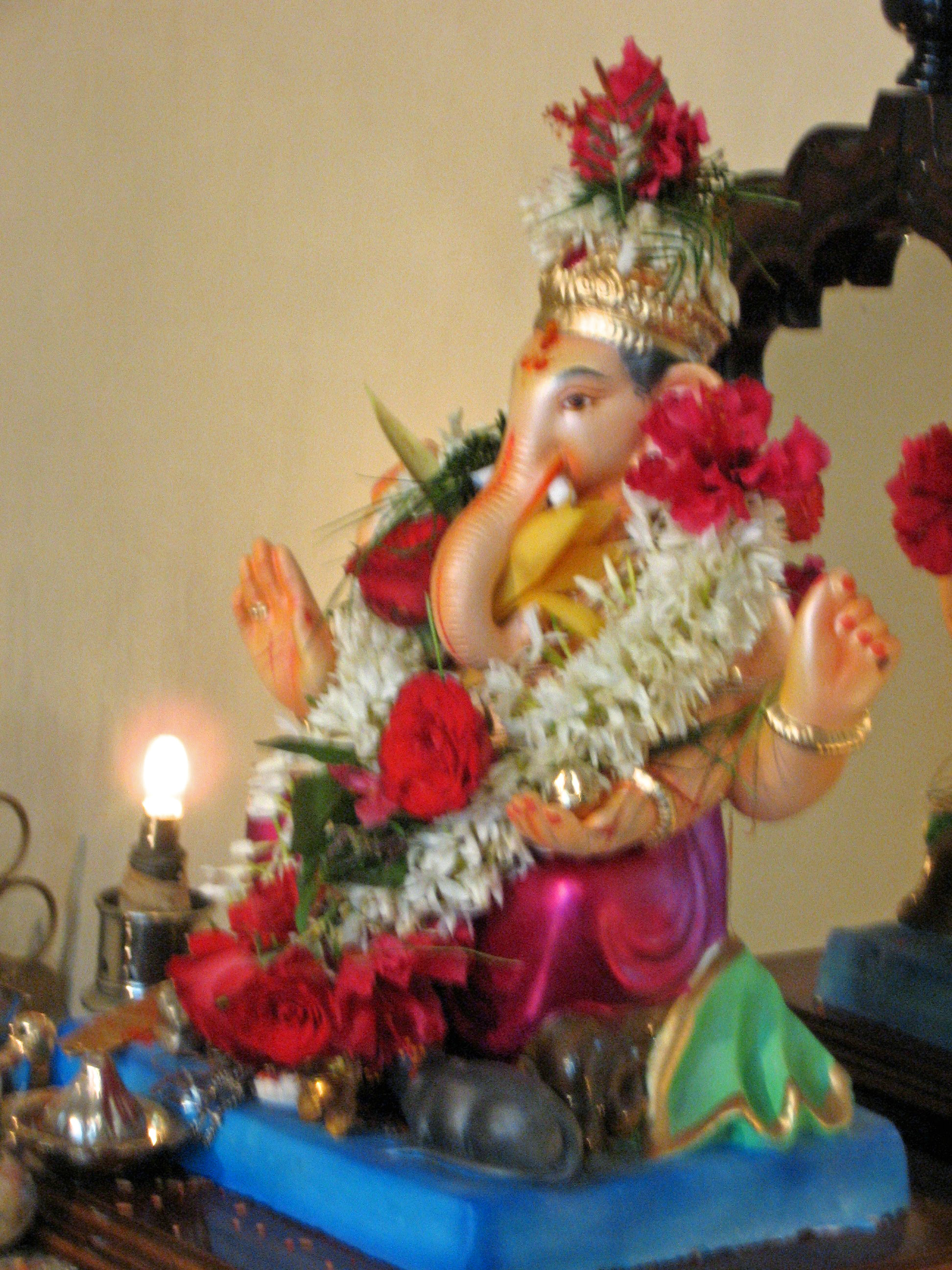
Ganeśa